# Cvilín (rozhledna)
Rozhledna Cvilín (též Lichtenštejnova rozhledna) stojí na severním svahu Předního Cvilínského kopce (441 m n. m.; též Hradisko, lidově Cvilín, též Slezský svatý kopeček, německy Burgberg, latinsky Monte Cviliensi) jihovýchodně od Krnova, nedaleko osady Mariánské Pole. Přední a Zadní Cvilínský kopec náležejí ke geomorfologickému podcelku Brantická vrchovina v Nízkém Jeseníku. Pata rozhledny je v nadmořské výšce 436 metrů.

## Historie rozhledny
Výstavba rozhledny proběhla v letech 1902–1903 podle plánů Ernsta Latzela pro Moravskoslezský sudetský horský spolek (MSSGV) za vydatné finanční podpory knížete Lichtenštejna. K otevření došlo 11. června 1903. Původní stavba byla vysoká 35 metrů, neboť měla na vrcholu ještě věžičku, která byla odstraněna při poválečných opravách. Na rozhledně byly svého času umístěny i televizní a rozhlasové antény. Jde o kamennou válcovou věž o výšce 29 metrů s jediným nezastřešeným vyhlídkovým ochozem na vrcholu, na který vede 144 schodů. V srpnu 2011 obsadil Cvilín druhé místo v anketě iDNES.cz o nejhezčí rozhlednu České republiky.

## Přístup
Autem k poutnímu baroknímu kostelu Panny Marie Sedmibolestné a Povýšení svatého Kříže na Cvilíně, kde lze zaparkovat. Odtud pěšky po zelené turistické značce. Též z Krnova po červené TZ ke kostelu (po 219 kamenných schodech) a dále po zelené. Rozhledna je přístupná od května do října od 10.00 do 18.00 hodin.

## Výhled
Z rozhledny lze spatřit centrum Krnova, Petrův rybník, rozhlednu Hanse Kudlicha u Úvalna, zříceninu hradu Šelenburk, Beskydy či Jeseníky s horou Praděd. Nakouknout můžete i do Polska na ves Bliszczyce.

## Nejvyšší vrstevnice Středoevropské nížiny
Nejvyšším bodem geomorfologického celku Opavská pahorkatina / Płaskowyż Głubczycki (a zároveň oblasti/podsoustavy Slezská nížina, subprovincie/soustavy Středopolské nížiny a provincie Středoevropská nížina) vrstevnice s nadmořskou výškou 340 metrů jihovýchodně od vrchu Hradisko/Přední Cvilínský kopec. Vrch Hradisko/Přední Cvilínský kopec má nadmořskou výšku 441 metrů a nachází se 2,5 kilometru jihovýchodně od města Krnov v okrese Bruntál. Nejvyšší horou Opavské pahorkatiny je nedaleká Plechowa Góra s nadmořskou výškou 328 metrů ležící mezi vesnicemi Boboluszki a Branice.
Pod kopcem se v ulici V Osadě trojmezí geomorfologických celků Opavská pahorkatina, Nízký Jeseník a Zlatohorská vrchovina.[zdroj⁠?!]